# Польська Екстраліга з хокею 2014—2015
Чемпіонат Польщі з хокею 2015 — 80-й чемпіонат Польщі з хокею, який стартував 14 вересня 2014 року, завершився 2 квітня 2015 року. Переможцем став ГКС Тихи.

## Учасники чемпіонату
| Команда              | Місто          | Арена                                     | Місткість |
| -------------------- | -------------- | ----------------------------------------- | --------- |
| КХ Сянок             | Сянік          | Арена Сянок                               | 5 000     |
| Краковія Краків      | Краків         | Штучна ковзанка імені Адама Ковалевського | 2 500     |
| ГКС Тихи             | Тихи           | Зимовий стадіон                           | 2 500     |
| ГКС Катовиці         | Катовиці       | Льодова арена «Сателіта»                  | 11 500    |
| ГКС (Ястшембе)       | Ястшембе-Здруй | Зимовий стадіон                           | 2 500     |
| Подгале (Новий Торг) | Новий Торг     | Міський льодовий палац                    | 3 314     |
| Напшуд Янув          | Катовиці       | Янтор                                     | 1 417     |
| Орлік (Ополе)        | Ополе          | Торополь                                  | 3 000     |
| Полонія Битом        | Битом          | Осередок спорту та рекреації              | 3 000     |
| Унія (Освенцим)      | Освенцим       | Льодова зала «МОЗіР»                      | 3 500     |

## Попередній етап
Підсумкова таблиця попереднього етапу.
| М   | Команда              | І  | В  | ВО | ВБ | ПО | ПБ | П  | Ш       | О  |
| --- | -------------------- | -- | -- | -- | -- | -- | -- | -- | ------- | -- |
| 1.  | ГКС Тихи             | 36 | 26 | 0  | 1  | 1  | 1  | 7  | 175:80  | 82 |
| 2.  | КХ Сянок             | 36 | 25 | 0  | 1  | 1  | 2  | 7  | 179:77  | 80 |
| 3.  | ГКС (Ястшембе)       | 36 | 24 | 1  | 1  | 0  | 2  | 8  | 153:61  | 78 |
| 4.  | Краковія Краків      | 36 | 23 | 0  | 2  | 1  | 1  | 9  | 175:91  | 75 |
| 5.  | Подгале (Новий Торг) | 36 | 19 | 1  | 1  | 0  | 2  | 13 | 138:81  | 63 |
| 6.  | Унія (Освенцім)      | 36 | 16 | 0  | 2  | 0  | 2  | 16 | 136:92  | 54 |
| 7.  | Орлік (Ополе)        | 36 | 13 | 0  | 5  | 0  | 1  | 17 | 100:112 | 50 |
| 8.  | Напшуд Янув          | 36 | 12 | 2  | 0  | 0  | 2  | 20 | 116:140 | 42 |
| 9.  | Полонія Битом        | 36 | 4  | 0  | 0  | 1  | 0  | 31 | 91:238  | 13 |
| 10. | ГКС Катовиці         | 36 | 1  | 0  | 0  | 0  | 0  | 35 | 60:351  | 3  |

Скорочення: М = підсумкове місце, І = ігри, В = перемоги, ВО = перемога в овертаймі, ВБ = перемога по булітах, ПО = поразки в овертаймі, ПБ = поразки по булітах, П = поразки, Ш = закинуті та пропущені шайби, О = набрані очки

## Другий етап

### Група (1-6 місця)
| М  | Команда              | І  | В  | ВО | ВБ | ПО | ПБ | П  | Ш       | О   |
| -- | -------------------- | -- | -- | -- | -- | -- | -- | -- | ------- | --- |
| 1. | ГКС (Ястшембе)       | 46 | 31 | 2  | 2  | 0  | 2  | 9  | 189:87  | 103 |
| 2. | КХ Сянок             | 46 | 32 | 0  | 1  | 1  | 3  | 9  | 221:99  | 102 |
| 3. | ГКС Тихи             | 46 | 31 | 1  | 1  | 1  | 1  | 11 | 215:110 | 99  |
| 4. | Краковія Краків      | 46 | 27 | 0  | 2  | 1  | 1  | 15 | 204:128 | 87  |
| 5. | Подгале (Новий Торг) | 46 | 21 | 1  | 1  | 1  | 3  | 19 | 162:114 | 71  |
| 6. | Унія (Освенцім)      | 46 | 17 | 0  | 3  | 1  | 2  | 23 | 156:135 | 60  |

Скорочення: М = підсумкове місце, І = ігри, В = перемоги, ВО = перемога в овертаймі, ВБ = перемога по булітах, ПО = поразки в овертаймі, ПБ = поразки по булітах, П = поразки, Ш = закинуті та пропущені шайби, О = набрані очки

### Група (7-10 місця)
| М   | Команда       | І  | В  | ВО | ВБ | ПО | ПБ | П  | Ш       | О  |
| --- | ------------- | -- | -- | -- | -- | -- | -- | -- | ------- | -- |
| 7.  | Орлік (Ополе) | 48 | 21 | 0  | 5  | 0  | 2  | 20 | 151:139 | 75 |
| 8.  | Напшуд Янув   | 48 | 19 | 3  | 1  | 0  | 2  | 23 | 171:180 | 67 |
| 9.  | Полонія Битом | 48 | 10 | 0  | 0  | 2  | 0  | 36 | 145:283 | 32 |
| 10. | ГКС Катовиці  | 48 | 2  | 0  | 0  | 0  | 0  | 46 | 95:434  | 6  |

Скорочення: М = підсумкове місце, І = ігри, В = перемоги, ВО = перемога в овертаймі, ВБ = перемога по булітах, ПО = поразки в овертаймі, ПБ = поразки по булітах, П = поразки, Ш = закинуті та пропущені шайби, О = набрані очки

## Плей-оф

### Чвертьфінали
- ГКС (Ястшембе) — Напшуд Янув 3:0 — 7:1, 3:1, 5:1
- Краковія Краків — Подгале (Новий Торг) 0:3 — 3:4, 0:2, 0:5
- КХ Сянок — Орлік (Ополе) 3:0 — 5:1, 4:2, 2:1
- ГКС Тихи — Унія (Освенцім) 3:1 — 3:1, 5:1, 2:3 Б, 3:2

### Півфінали
- КХ Сянок — ГКС Тихи 2:4 — 5:3, 3:2, 2:5, 0:5, 1:3, 1:5
- ГКС (Ястшембе) — Подгале (Новий Торг) 4:1 — 2:0, 4:1, 2:5, 3:2 Б, 3:0

### Матчі за 3 місце
- КХ Сянок — Подгале (Новий Торг) 0:2 — 4:5 ОТ, 4:6

### Фінал
Матчі пройшли 24, 25, 28, 29 березня, 1 та 2 квітня.
|                |   |          | Серія | 1                   | 2                   | 3                   | 4                   | 5                   | 6                   |
| -------------- | - | -------- | ----- | ------------------- | ------------------- | ------------------- | ------------------- | ------------------- | ------------------- |
| ГКС (Ястшембе) | – | ГКС Тихи | 2:4   | 1:2 (1:2, 0:0, 0:0) | 4:2 (1:1, 3:0, 0:1) | 2:0 (1:0, 0:0, 1:0) | 1:4 (1:0, 0:1, 0:3) | 2:4 (2:2, 0:2, 0:0) | 1:4 (1:3, 0:1, 0:0) |

## І Ліга
| М  | Команда                       | І  | В  | ВО | ВБ | ПО | ПБ | П | Ш       | О  |
| -- | ----------------------------- | -- | -- | -- | -- | -- | -- | - | ------- | -- |
| 1. | Неста (Торунь)                | 32 | 28 | 1  | 0  | 3  | 0  | 0 | 182:60  | 86 |
| 2. | Заглембє Сосновець            | 32 | 23 | 3  | 0  | 4  | 2  | 0 | 180:84  | 77 |
| 3. | «Автоматика Сточньовець 2014» | 32 | 19 | 0  | 0  | 12 | 0  | 1 | 160:101 | 58 |

Скорочення: М = підсумкове місце, І = ігри, В = перемоги, ВО = перемога в овертаймі, ВБ = перемога по булітах, ПО = поразки в овертаймі, ПБ = поразки по булітах, П = поразки, Ш = закинуті та пропущені шайби, О = набрані очки

### Плей-оф (півфінали)
- Неста (Торунь) — 1928 КТХ 2:1 — 5:4, 3:4, 3:1
- Заглембє Сосновець — «Автоматика Сточньовець 2014» 2:1 — 1:6, 3:0, 2:1

### Фінал (1 ліга)
Матчі пройшли 17, 18, 21 та 22 березня.
- Неста (Торунь) — Заглембє Сосновець — 1:3; 3:0, 2:4, 4:5 Б, 1:9